# Jenő (Ungarn)
Jenő ist eine ungarische Gemeinde im Kreis Székesfehérvár im Komitat Fejér.

## Geografische Lage
Jenő liegt ungefähr 15 Kilometer südwestlich des Komitatssitzes und der Kreisstadt Székesfehérvár. Nachbargemeinden sind Nádasdladány, Füle und Polgárdi.

## Geschichte
Im Jahr 1913 gab es in der damaligen Kleingemeinde 236 Häuser und 954 Einwohner auf einer Fläche von 229 Katastraljochen. Sie gehörte zu dieser Zeit zum Bezirk Székesfehérvár im Komitat Fejér. Das zuständige Notariat befand sich von 1770 bis 1949 in Nádasdladány.

## Infrastruktur
In Jenő gibt es Kindergarten, Hauptschule, Bücherei, Kulturhaus, Haus- und Zahnarztpraxis, Post, Bürgermeisteramt sowie eine römisch-katholische Kirche. Zudem gibt es den Sportverein Jenő KSK (Jenő Községi Sportkör), der 1988 gegründet wurde. In der Gemeinde spielt der Weinbau eine bedeutende Rolle.

## Sehenswürdigkeiten
- Römisch-katholische Kirche Munkás Szent József, erbaut 1995–1999 nach Plänen der Architektin Erzsébet Csutiné Schleer aus Székesfehérvár
- Steinkreuz (Kőkereszt), das die ansässigen Weinbauern 1832 errichten ließen
- Holzskulpturen (A varjú, a szőlő és a róka, Csizmás Kandúr, Hősök emlékműve, Iluska, Lúdas Matyi, Szent József, Turulmadár), erschaffen von József Bálint

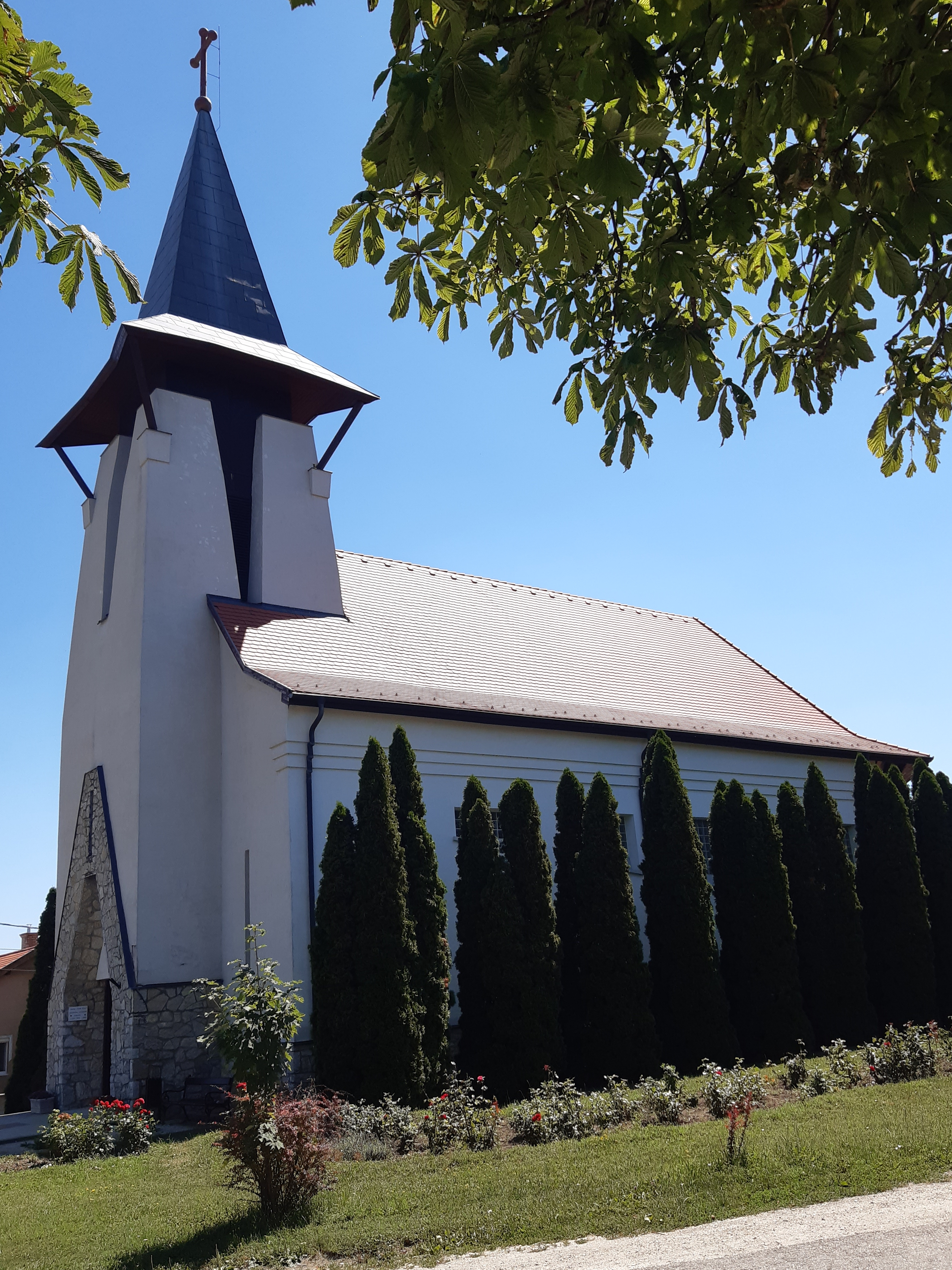
Kirche Munkás Szent József
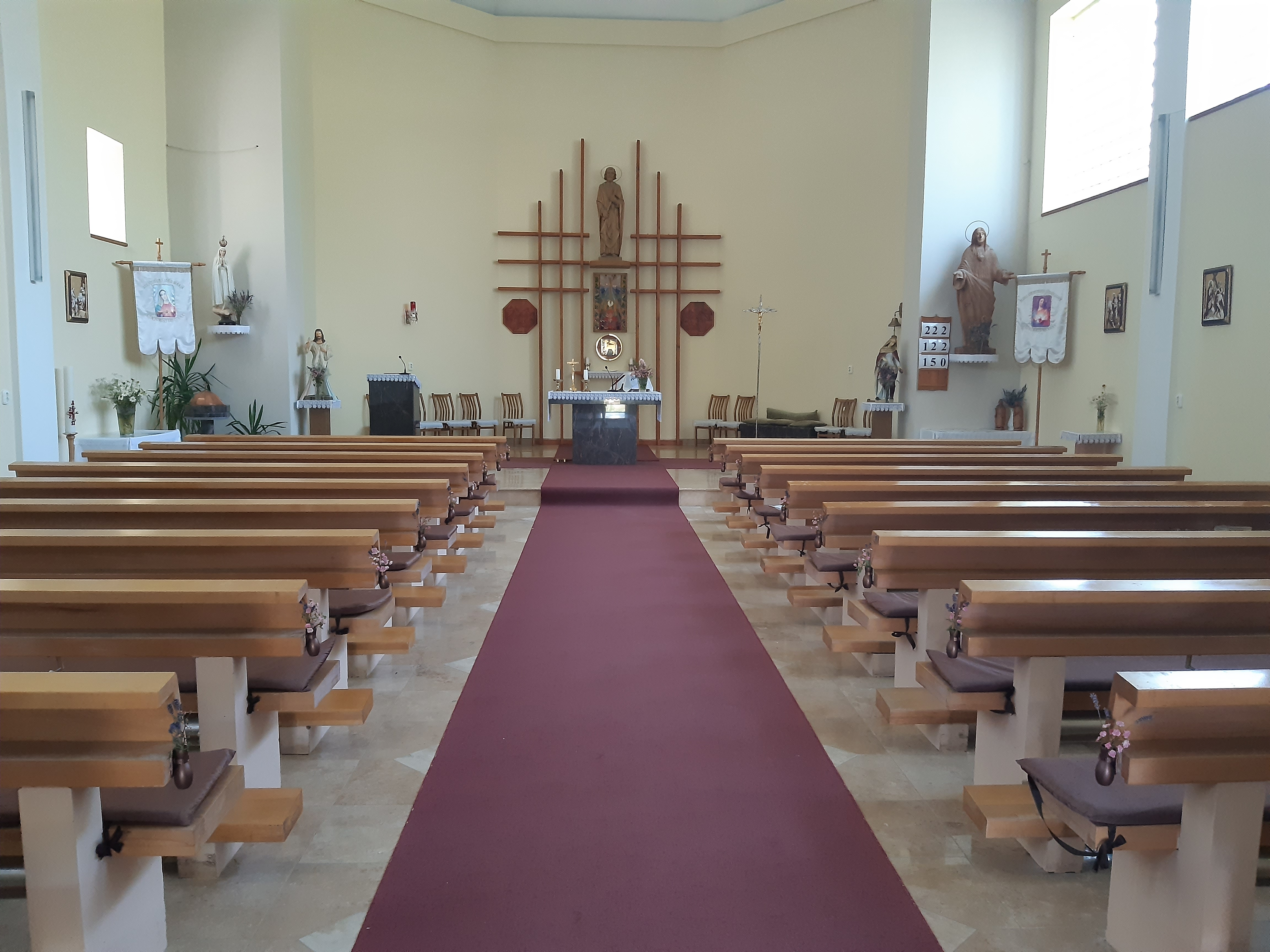
Innenraum der Kirche
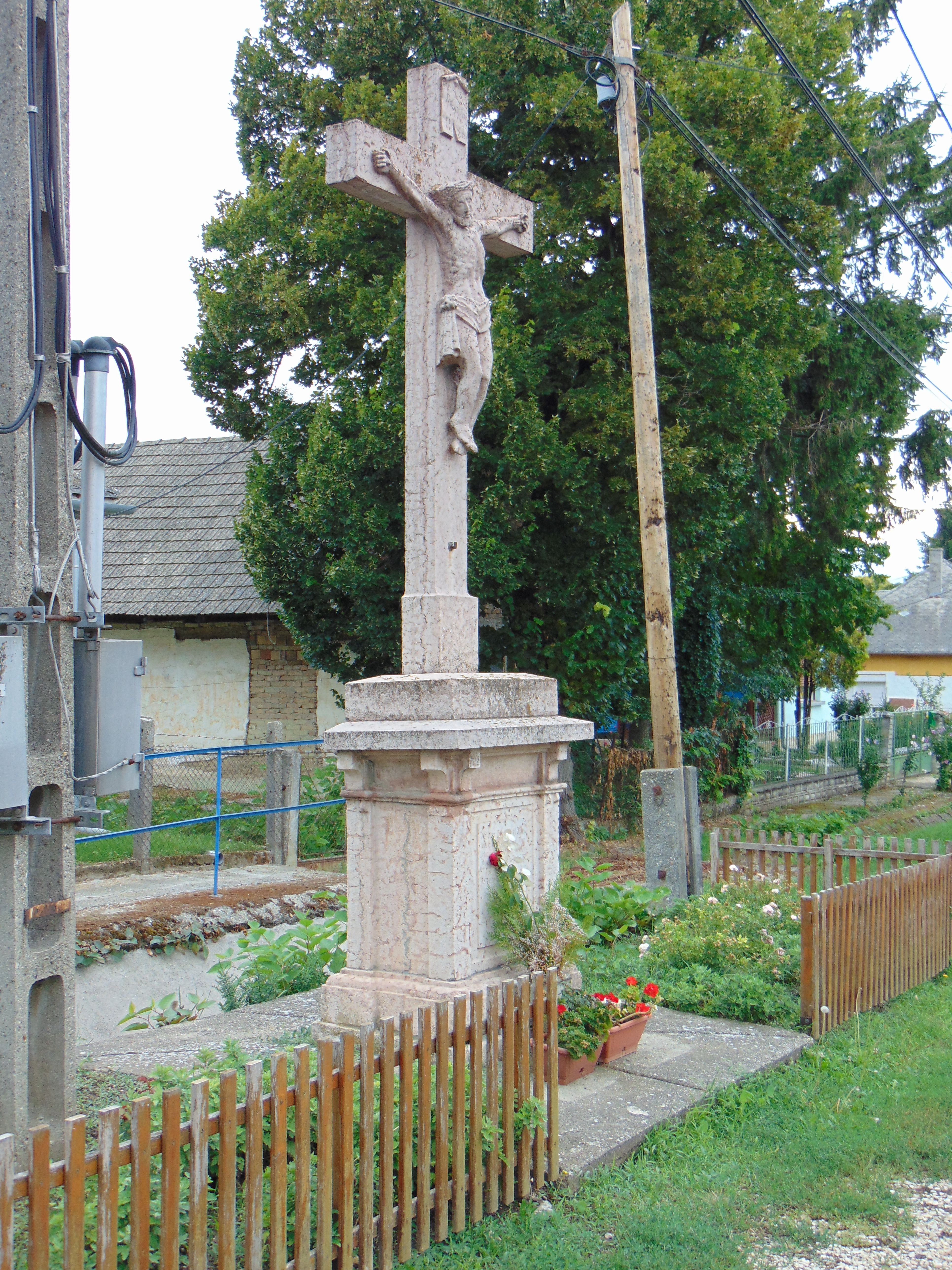
Steinkreuz in der Ortsmitte

## Verkehr
Durch Jenő verläuft die Landstraße Nr. 7206. Es bestehen Busverbindungen nach Várpalota und Székesfehérvár. Der nächstgelegene Bahnhof befindet sich ungefähr fünf Kilometer südöstlich in der Stadt Polgárdi.